# Carlos Alberto Etchandy Gimeno Navarro
Carlos Alberto Etchandy Gimeno Navarro (* 30. Oktober 1931 in Engenho Novo; † 2. Februar 2003) war ein brasilianischer Geistlicher und römisch-katholischer Erzbischof von Niterói.

## Leben
Carlos Alberto Etchandy Gimeno Navarro empfing am 29. Juni 1959 die Priesterweihe.
Papst Paul VI. ernannte ihn am 24. Oktober 1975 zum Weihbischof in São Sebastião do Rio de Janeiro und Titularbischof von Cenae. Der Erzbischof von São Sebastião do Rio de Janeiro, Eugênio Kardinal de Araújo Sales, spendete ihm am 12. Dezember desselben Jahres die Bischofsweihe; Mitkonsekratoren waren José Alberto Lopes de Castro Pinto, Weihbischof in São Sebastião do Rio de Janeiro, und Joseph Hasler, Bischof von Sankt Gallen. Als Wahlspruch wählte er CUM MARIA MATRE JESU – „Mit Maria, der Mutter Jesu“ (Apostelgeschichte 1,14 ).
Der Papst ernannte ihn am 29. August 1981 zum Bischof von Campos. Papst Johannes Paul II. ernannte ihn am 9. Mai 1990 zum Erzbischof von Niterói.
1996 initiierte Erzbischof Navarro den Bau einer neuen Kathedrale in Niterói. Mit der Planung wurde der renommierte Architekt Oscar Niemeyer beauftragt. Nach Navarros Tod 2003 legte sein Nachfolger Alano Maria Pena das Projekt still. Dessen Nachfolger José Francisco Rezende Dias nahm es 2012 wieder auf.